# قائمة قرارات مجلس الأمن التابع للأمم المتحدة لعام 1965
تتضمن قائمة قرارات مجلس الأمن التابع للأمم المتحدة لعام 1965 جميع القرارات الصادرة عن مجلس الأمن التابع للأمم المتحدة خلال العام 1965.

## القائمة
| رقم القرار | الرمز            | نص القرار                         | موضوع القرار                                       |
| ---------- | ---------------- | --------------------------------- | -------------------------------------------------- |
| 200        | S/RES/200 (1965) | نص الوثيقة على موقع الأمم المتحدة | قبول أعضاء جدد في الأمم المتحدة: غامبيا            |
| 201        | S/RES/201 (1965) | نص الوثيقة على موقع الأمم المتحدة | مسألة قبرص                                         |
| 202        | S/RES/202 (1965) | نص الوثيقة على موقع الأمم المتحدة | رودسيا الجنوبية                                    |
| 203        | S/RES/203 (1965) | نص الوثيقة على موقع الأمم المتحدة | الوضع في جمهورية الدومينيكان                       |
| 204        | S/RES/204 (1965) | نص الوثيقة على موقع الأمم المتحدة | الشكوى المقدمة من السنغال                          |
| 205        | S/RES/205 (1965) | نص الوثيقة على موقع الأمم المتحدة | الوضع في جمهورية الدومينيكان                       |
| 206        | S/RES/206 (1965) | نص الوثيقة على موقع الأمم المتحدة | مسألة قبرص                                         |
| 207        | S/RES/207 (1965) | نص الوثيقة على موقع الأمم المتحدة | مسألة قبرص                                         |
| 208        | S/RES/208 (1965) | نص الوثيقة على موقع الأمم المتحدة | محكمة العدل الدولية                                |
| 209        | S/RES/209 (1965) | نص الوثيقة على موقع الأمم المتحدة | مسألة الهند وباكستان                               |
| 210        | S/RES/210 (1965) | نص الوثيقة على موقع الأمم المتحدة | مسألة الهند وباكستان                               |
| 211        | S/RES/211 (1965) | نص الوثيقة على موقع الأمم المتحدة | مسألة الهند وباكستان                               |
| 212        | S/RES/212 (1965) | نص الوثيقة على موقع الأمم المتحدة | قبول أعضاء جدد في الأمم المتحدة: جزر المالديف      |
| 213        | S/RES/213 (1965) | نص الوثيقة على موقع الأمم المتحدة | قبول أعضاء جدد في الأمم المتحدة: سنغافورة          |
| 214        | S/RES/214 (1965) | نص الوثيقة على موقع الأمم المتحدة | مسألة الهند وباكستان                               |
| 215        | S/RES/215 (1965) | نص الوثيقة على موقع الأمم المتحدة | مسألة الهند وباكستان                               |
| 216        | S/RES/216 (1965) | نص الوثيقة على موقع الأمم المتحدة | رودسيا الجنوبية                                    |
| 217        | S/RES/217 (1965) | نص الوثيقة على موقع الأمم المتحدة | رودسيا الجنوبية                                    |
| 218        | S/RES/218 (1965) | نص الوثيقة على موقع الأمم المتحدة | المسألة المتعالقة بالأقاليم تحت الإدارة البرتغالية |
| 219        | S/RES/219 (1965) | نص الوثيقة على موقع الأمم المتحدة | مسألة قبرص                                         |

## المرجع
1. ↑  "Security Council Resolutions" (بالإنجليزية). الأمم المتحدة. Archived from the original on 2018-09-05. Retrieved 22 شباط / فبراير 2017. {{استشهاد ويب}}: تحقق من التاريخ في: |تاريخ الوصول= (help)